# واژگونی (فیلم)
واژگونی (انگلیسی: Rollover) فیلمی در ژانر مهیج و تریلر سیاسی به کارگردانی آلن جی پاکولا است که در سال ۱۹۸۱ منتشر شد.

## بازیگران
- جین فوندا
- کریس کریستوفرسون
- هیوم کرونین
- جوزف سومر
- باب گانتون
- مارتا پلیمپتن